# Engesa 4
O Engesa 4 foi um modelo de Jipe fabricado no Brasil pela Engesa. Foi produzido em 4 fases, sendo assim conhecido. As mais produzidas foram os Engesas fase I e II. Teve grande parte de sua produção direcionada ao Exército Brasileiro, contudo outros órgãos também fizeram vasta utilização do veículo.
Atualmente seu projeto encontra-se novamente em fabricação pela Agrale no modelo "Marruá".